# Wie is mijn ex?
Wie is mijn ex? is een televisieprogramma van de AVRO gepresenteerd door Chantal Janzen. Het werd uitgezonden in 2009.
In dit zesdelige televisieprogramma moet het zogenaamde 'love panel', bestaande uit Ruben Nicolai, Fiona Hering en een wisselend derde bekend persoon, raden wie de echte ex van de kandidaat van het programma is. De drie bekenden van de kandidaat, waarvan één de daadwerkelijke ex, mogen hierbij liegen en bedriegen. Het programma wordt ook wel een 'blufquiz' genoemd. Na de introductie van de kandidaat worden de mogelijke exen geïntroduceerd en begroet door de kandidaat. Vervolgens maken alle drie de panel leden een keuze uit de exen. Dan volgt een vragenronde. Daarna maken de panel leden wederom een keuze. Ten slotte vertelt de kandidaat een verhaal en maken de exen een voor een het verhaal af, zonder de voorgaande verhalen te hebben gehoord. Dan maken het gast panel lid en Fiona nog een keuze. Ten slotte wordt er overlegd en maakt Ruben de uiteindelijke keuze. Er kan 4.000 euro gewonnen worden, als de kandidaat en de 'exen' het panel om de tuin kunnen leiden, en Ruben dus de verkeerde uiteindelijke keuze maakt.

## Afleveringen
| Aflevering | Datum            | 3e panellid       | Kandidaat                 | Geraden door panel | Kijkcijfers |
| ---------- | ---------------- | ----------------- | ------------------------- | ------------------ | ----------- |
| 1          | 24 juli 2009     | Stacey Rookhuizen | Hanneke, 23 jaar          | Nee                | 441.000     |
| 2          | 31 juli 2009     | Maik de Boer      | Mathilda, 41 jaar         | Nee                | 268.000     |
| 3          | 7 augustus 2009  | Sebastiaan Labrie | Elsbeth, 27 jaar          | Nee                | 347.000     |
| 4          | 14 augustus 2009 | Ad Visser         | Denise, leeftijd onbekend | Ja                 | 266.000     |
| 5          | 21 augustus 2009 | Henk Schiffmacher | Tjalling, 35 jaar         | Ja                 | 381.000     |
| 6          | 4 september 2009 | Cystine Carreon   | Jay?, leeftijd onbekend   | Ja                 | ?           |